# Saint-Martin-des-Fontaines
Saint-Martin-des-Fontaines település Franciaországban, Vendée megyében. Lakosainak száma 169 fő (2022. január 1.). Saint-Martin-des-Fontaines L’Hermenault, Marsais-Sainte-Radégonde, Saint-Cyr-des-Gâts, Saint-Laurent-de-la-Salle és Saint-Valérien községekkel határos.

## Népesség
A település népessége az elmúlt években az alábbi módon változott:
| Lakosok száma | 159  | 170  | 177  | 172  | 171  | 171  | 170  | 170  | 169  |
|               | 2013 | 2015 | 2016 | 2017 | 2018 | 2019 | 2020 | 2021 | 2022 |